# Parafia Matki Bożej Nieustającej Pomocy w Kopance
Parafia Matki Bożej Nieustającej Pomocy w Kopance – rzymskokatolicka parafia znajdująca się w archidiecezji krakowskiej, w dekanacie Skawina, w Polsce.

## Proboszczowie
- ks. Grzegorz Masny (?–2015)[1]
- ks. Józef Łatanik (2015– )[1]